# Марсалья
Марсалья (італ. Marsaglia, п'єм. Marsaja) — муніципалітет в Італії, у регіоні П'ємонт,  провінція Кунео.
Марсалья розташована на відстані близько 470 км на північний захід від Рима, 75 км на південь від Турина, 34 км на схід від Кунео.
Населення — 247 осіб (2014).
Покровитель — Sant'Eusebio.

## Демографія
Населення за роками:

Станом на 1 січня 2023 року в муніципалітеті офіційно проживало 14 іноземців з 12 країн, серед них 7 громадян країн Євросоюзу та 1 громадянин України.

## Сусідні муніципалітети
- Кастелліно-Танаро
- Клавезана
- Ільяно
- Мураццано
- Рокка-Чильє